# Prazdnik pečënoj kartoški
Prazdnik pečënoj kartoški (Праздник печёной картошки) è un film del 1976 diretto da Jurij Illjenko.

## Trama
Alexandra Avraamovna Derevskaja ha cresciuto 48 bambini di diverse nazionalità. Dopo la sua morte, una tradizione è stata preservata in questa numerosa famiglia: nel giorno del compleanno della madre, le patate al forno, il piatto preferito del capofamiglia, vengono servite in tavola.